# 烏德穆爾特共和國國旗
烏德穆爾特國旗是烏德穆爾特共和國的象徵之一，長寬比為1:2。這是一面三色旗，從左至右是黑、白、紅三色條紋。旗幟中間是一個八角形圖案。烏德穆爾特國旗啟用於2002年4月30日。